# Дездери, Этторе
Этторе Дездери (итал. Ettore Desderi; 10 декабря 1892, Асти — 23 ноября 1974, Флоренция) — итальянский композитор и музыкальный педагог. Отец певца Клаудио Дездери.
Сын кавалерийского генерала. Изучал композицию в Турине у Луиджи Перракьо, в Милане у Франко Альфано и в Болонье у Ильдебрандо Пиццетти. Одновременно окончил Туринский политехнический университет (1920) как архитектор. Наследием архитектурной профессии Дездери стало его произведение «Архитектура соборов» (итал. Architetture di Cattedrali) для камерного оркестра (1937).
Переняв от Пиццетти интерес к немецкой музыке, в 1928 г. в Падерборне вступил в Международное общество церковной музыки, затем основал его итальянскую секцию. Кантата Дездери «Иов», впервые исполненная в 1930 г. во Франкфурте-на-Майне, отразила немецкое влияние на итальянскую традицию духовной музыки, в камерных сочинениях 1920-х гг. ощутимо воздействие Макса Регера. На протяжении 1920-х гг. Дездери выступал также как музыкальный критик, в 1930 г. выпустил книгу «Современная музыка» (итал. La música contemporanea).
В 1933—1941 гг. Дездери возглавлял музыкальный лицей в Алессандрии, одновременно заметно оживив музыкальную жизнь города организацией гастролей ведущих итальянских ансамблистов. В музыке Дездери этого периода заметно расширяется палитра красок, он прислушивается к французскому импрессионизму, использует элементы джаза. После 1941 г. короткое время преподавал композицию в Больцано, затем в Миланской консерватории. В 1951—1963 гг. директор Болонской консерватории.